# ユース (アルバム)
ユース（Youth）は、アメリカ合衆国のレゲエアーティスト、マティスヤフによるアルバム。アメリカ合衆国では2006年の3月7日、日本では2006年の6月7日にリリースされた。

## 収録曲
1. ファイアー・オヴ・ヘブン/オルター・オヴ・アース (Fire of Heaven/Altar of Earth) - 3分59秒
2. ユース (Youth) - 4分18秒
3. タイム・オヴ・ユア・ソング (Time of Your Song) - 4分27秒
4. ディスパッチ・ザ・トゥループス (Dispatch the Troops) - 4分5秒
5. インデストラクティブル (Indestructible) - 4分9秒
6. ワット・アイム・ファイティング・フォー (What I'm Fighting For) - 2分11秒
7. エルサレム (Jerusalem) - 4分0秒
8. WP - 3分58秒
9. シャローム/サラーム (Shalom/Saalam) - 1分6秒
10. レイト・ナイト・イン・ザイオン (Late Night in Zion) - 3分13秒
11. ユニーク・イズ・マイ・ダヴ (Unique is My Dove) - 3分24秒
12. エインシェント・ララバイ (Ancient Lullaby) - 4分18秒
13. キング・ウィズアウト・ア・クラウン (King without a Crown) - 3分42秒
14. ウォリアー (Warrior) （日本盤ボーナストラック）
15. スパーク・シーカーズ (Spark Seekers)（日本盤ボーナストラック）
16. キング・ウィズアウト・ア・クラウン（マイクD.リミックス） （日本盤ボーナストラック）

## ユース 2.0
2006年12月13日に発売された日本特別編集盤。

### 収録曲
1. エルサレム (Jerusalem)
2. ファイアー・オヴ・ヘブン/オルター・オヴ・アース (Fire of Heaven/Altar of Earth)
3. ユース (Youth)
4. タイム・オヴ・ユア・ソング (Time of Your Song)
5. ディスパッチ・ザ・トゥループス (Dispatch the Troops)
6. インデストラクティブル (Indestructible)
7. チョップ・エム・ダウン (Chop 'Em Down)
8. メッセージ・イン・ア・ボトル (Message In A Bottle)
9. ワット・アイム・ファイティング・フォー (What I'm Fighting For)
10. ウォリアー (Warrior)
11. WP
12. シャローム/サラーム (Shalom/Saalam)
13. レイト・ナイト・イン・ザイオン (Late Night in Zion)
14. ユニーク・イズ・マイ・ダヴ (Unique is My Dove)
15. エインシェント・ララバイ (Ancient Lullaby)
16. キング・ウィズアウト・ア・クラウン (King without a Crown)
17. ウォリアー (Warrior)
18. スパーク・シーカーズ (Spark Seekers)
19. キング・ウィズアウト・ア・クラウン（マイクD.リミックス）